# ルイ・ポワンソ
ルイ・ポワンソ (Louis Poinsot、1777年1月3日 - 1859年12月5日）は、フランスの数学者であり物理学者である。

## 人物
ポワンソは幾何力学の発明者であり、剛体に作用する力の系が、どのようにして単一の力と偶力に分解されるかを示した。
| スタブアイコン | サブスタブ | この項目は、まだ閲覧者の調べものの参照としては役立たない、人物に関連した書きかけの項目です。この項目を加筆・訂正などしてくださる協力者を求めています（P:人物伝/PJ:人物伝）。 |